# Yrkesförbundsprincipen
Yrkesförbundsprincipen inom fackföreningsrörelsen innebär att arbetare eller andra löntagargrupper med samma yrke sammansluter sig i fackföreningar. En alternativ princip är industriförbundsprincipen som innebär att arbetare eller tjänstemän inom samma industri, oavsett arbetsuppgifter, sammansluter sig i fackföreningar.
I Sverige är de flesta fackförbund inom Saco organiserade enligt yrkesförbundsprincipen, medan de flesta LO-förbund är organiserade efter industriförbundsprincipen.